# Philipp Schech

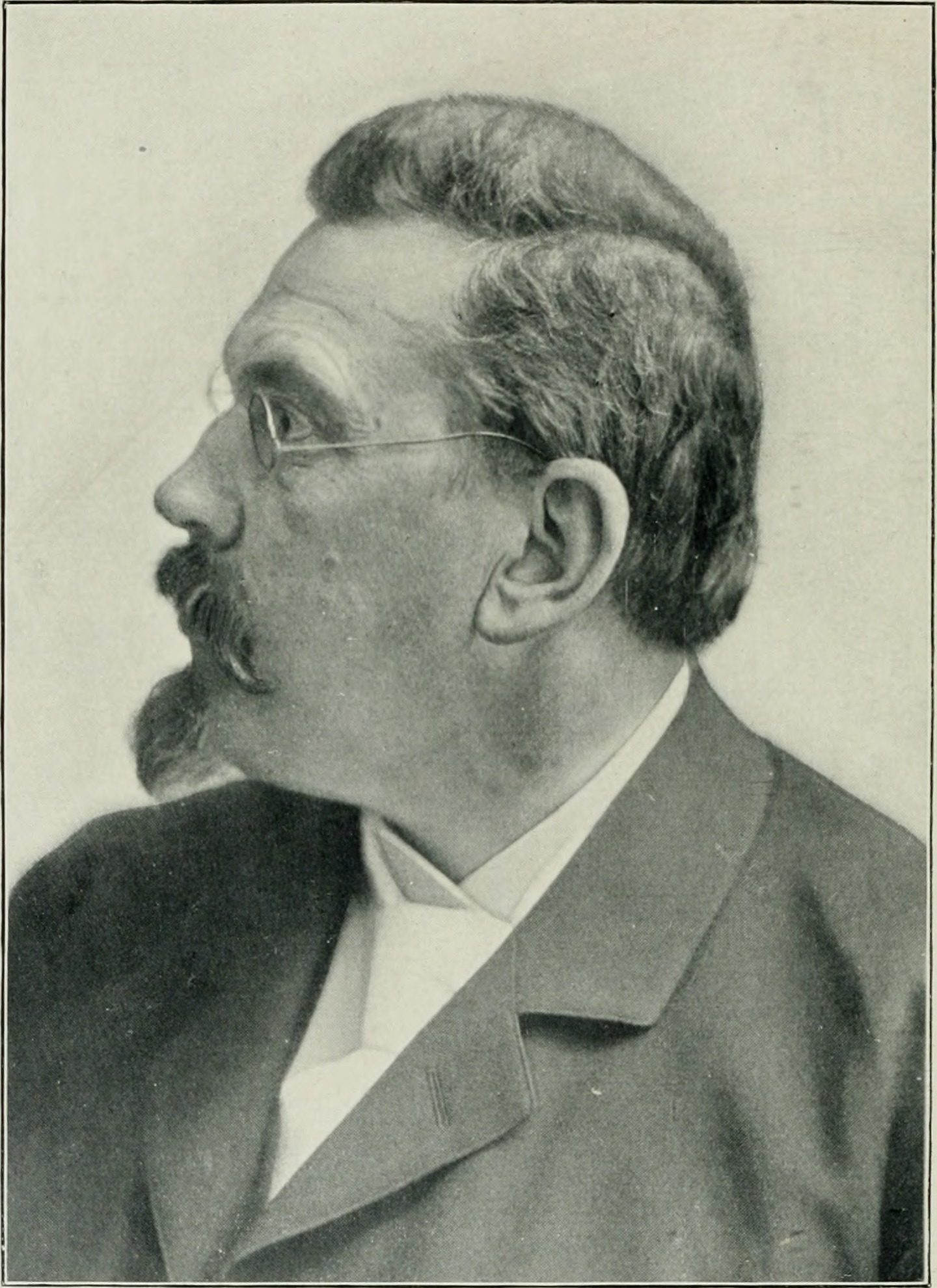
Philipp Schech, vor 1888

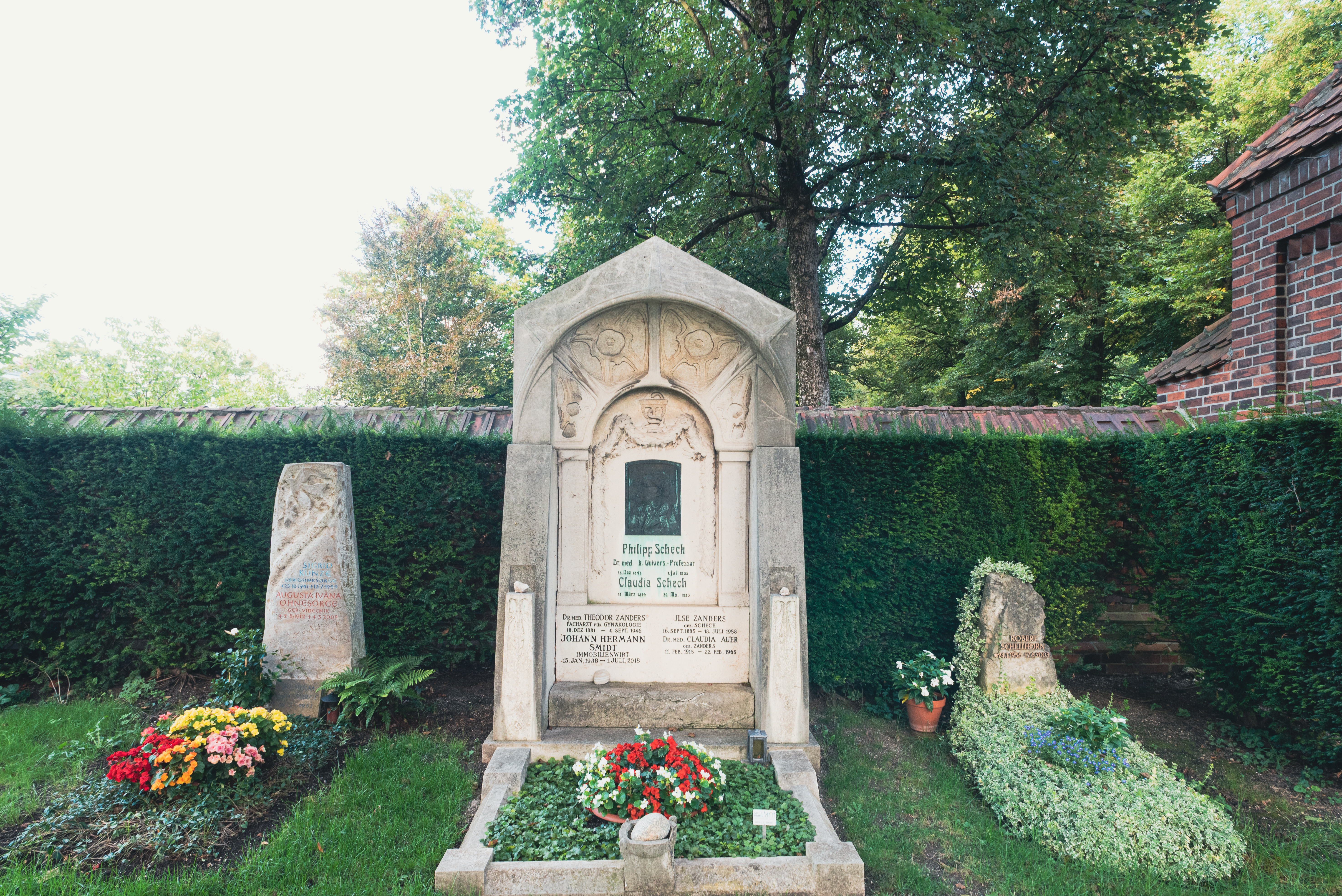
Grab von Schech auf den Münchner Nordfriedhof

Philipp Schech (* 25. Dezember 1845 in Karlstadt; † 2. Juli 1905 in München) war ein deutscher Arzt und Kehlkopfspezialist. Er war am Aufbau der Laryngologischen Poliklinik der Ludwig-Maximilians-Universität München maßgeblich beteiligt.

## Leben und Wirken
Schech machte in Würzburg 1864 das Abitur und begann an der Julius-Maximilians-Universität Würzburg sein Medizinstudium. 1870 promovierte er dort mit einer Arbeit über „Atrophia musculorum lipomatosa“ und nahm 1871 eine Assistentenstelle an der Würzburger Poliklinik bei Heinrich von Bamberger an. Zu seinen akademischen Lehrern gehörte in Würzburg auch Carl Gerhardt, bei dem er im Wintersemester 1872/1873 Assistent war und bei dessen Amtseinführung im Oktober 1872 er anwesend war. Im Jahr 1873 reichte er seine noch in Würzburg erstellte Habilitationsschrift Experimentelle Untersuchungen über die Funktionen der Kehlkopfnerven und -muskeln an der Ludwig-Maximilians-Universität München ein und wurde dort im selben Jahr als Privatdozent für Klinische Medizin berufen. Ab 1879 leitete er das damals neu eröffnete Ambulatorium für Laryngologie im Reisingerianum. 1897 erhielt er auch die Venia legendi für Laryngologie und wurde 1890 zum außerordentlichen Professor ernannt.
Im Jahr 1901 behandelte Schech Struma-Patienten mit Schilddrüsensubstanzen vom Hammel oder Schwein, welche er „Thyrojodin“ nannte. Er musste feststellen, dass ein Teil der Behandelten Beschwerden wie Übelkeit, Herzklopfen und Gewichtsverlust bekam. Den Komplex von Symptomen nannte Schech „Thyreoidismus“ und vermutete eine Reaktion auf verdorbene Tabletten. Es dürfte sich aber vielmehr um eine Hyperthyreosis factitia, eine Überdosierung von Schilddrüsenhormonen gehandelt haben.
Bis zu seinem Tod 1905 war Schech der offizielle Vertreter der Laryngologie in München.